# André Sinédo
André François Sinédo (6 febbraio 1978 – 2 ottobre 2022) è stato un calciatore francese, di ruolo difensore.
È morto improvvisamente il 2 ottobre 2022, all'età di 44 anni.

## Carriera

### Club
Durante la sua carriera ha giocato solo nel Magenta, squadra neocaledoniana.

### Nazionale
Conta oltre 20 presenze con la Nazionale neocaledoniana.